# Abierto Mexicano Telcel 2016
Abierto Mexicano Telcel 2016 presentado por HSBC byl společný tenisový turnaj mužského okruhu ATP World Tour a ženského okruhu WTA Tour, hraný v areálu Fairmont Acapulco Princess na dvorcích s tvrdým povrchem. Konal se mezi 20. až 27. únorem 2016 v mexickém Acapulcu jako 23. ročník mužské poloviny a 16. ročník ženské části turnaje.
Mužský turnaj se řadil do kategorie ATP World Tour 500 a jeho dotace činila 1 551 830 amerických dolarů. Ženská polovina hraná s rozpočtem 250 000 dolarů byla součástí kategorie WTA International Tournaments.
Nejvýše nasazenými hráči v singlových soutěžích se stali šestý tenista světa Rafael Nadal ze Španělska, jenž dohrál ve druhém kole s Alexandrem Dolgopolovem a patnáctá hráčka žebříčku Viktoria Azarenková z běloruska, která před druhým kolem odstoupila pro bolestivé zápěstí. Jako poslední přímí účastníci do dvouher nastoupili 93. australský hráč žebříčku John Millman a 100. americká žena klasifikace Anna Tatišviliová.
Singlové soutěže vyhráli Rakušan Dominic Thiem a Američanka Sloane Stephensová. Mužskou čtyřhru opanoval filipínsko-běloruský pár Treat Conrad Huey a Max Mirnyj, ženskou polovinu turnaje pak španělská dvojice Anabel Medinaová Garriguesová a Arantxa Parraová Santonjaová.

## Rozdělení bodů a finančních odměn

### Rozdělení bodů
| Soutěž       | vítězové | finalisté | semifinalisté | čtvrtfinalisté | 16 v kole | 32 v kole | Q  | Q3 | Q2 | Q1 |
| ------------ | -------- | --------- | ------------- | -------------- | --------- | --------- | -- | -- | -- | -- |
| dvouhra mužů | 500      | 300       | 180           | 90             | 45        | 0         | 20 | 10 | 0  | —  |
| čtyřhra mužů | 500      | 300       | 180           | 90             | —         | —         | 20 | 0  | 0  | —  |
| dvouhra žen  | 280      | 180       | 110           | 60             | 30        | 1         | 18 | 14 | 10 | 1  |
| čtyřhra žen  | 280      | 180       | 110           | 60             | 1         | —         | —  | —  | —  | —  |

### Finanční odměny
| Soutěž                              | vítězové | finalisté | semifinalisté | čtvrtfinalisté | 16 v kole | 32 v kole | Q3     | Q2     | Q1   |
| ----------------------------------- | -------- | --------- | ------------- | -------------- | --------- | --------- | ------ | ------ | ---- |
| dvouhra mužů                        | $321 625 | $151 050  | $75 000       | $37 500        | $19 000   | $10 000   | —      | $1 665 | $915 |
| čtyřhra mužů                        | $94 800  | $44 800   | $21 620       | $11 240        | $5 890    | —         | —      | —      | —    |
| dvouhra žen                         | $43 000  | $21 400   | $11 300       | $5 900         | $3 310    | $1 925    | $1 005 | $730   | $530 |
| čtyřhra žen                         | $12 300  | $6 400    | $3 435        | $1 820         | $960      | —         | —      | —      | —    |
| částka ve čtyřhře je uvedena na pár |          |           |               |                |           |           |        |        |      |

## Dvouhra mužů

### Nasazení
| Stát                          | Hráč            | ATP | Nasazení |
| ----------------------------- | --------------- | --- | -------- |
| Španělsko                     | David Ferrer    | 6.  | 1.       |
| Japonsko                      | Kei Nišikori    | 7.  | 2.       |
| Chorvatsko                    | Marin Čilić     | 12. | 3.       |
| Rakousko                      | Dominic Thiem   | 19. | 4.       |
| Austrálie                     | Bernard Tomic   | 20. | 5.       |
| Chorvatsko                    | Ivo Karlović    | 26. | 6.       |
| Bulharsko                     | Grigor Dimitrov | 28. | 7.       |
| Francie                       | Jérémy Chardy   | 30. | 8.       |
| Žebříček ATP k 15. únoru 2016 |                 |     |          |

### Jiné formy účasti
Následující hráčí obdrželi divokou kartu do hlavní soutěže:
- Lucas Gómez
- Tigre Hank
- Luis Patiño

Následující hráči postoupili z kvalifikace:
- Thiemo de Bakker
- Taylor Fritz
- Ryan Harrison
- Tommy Paul

### Odhlášení
před zahájením turnaje
- Kevin Anderson → nahradil jej Dudi Sela
- Milos Raonic → nahradil jej Rajeev Ram

### Skrečování
- Ivo Karlović (poranění kolene)[2]

## Mužská čtyřhra

### Nasazení
| Stát                                                                                   | Hráč                 | Stát      | Hráč               | ATP | Nasazení |
| -------------------------------------------------------------------------------------- | -------------------- | --------- | ------------------ | --- | -------- |
| Kolumbie                                                                               | Juan Sebastián Cabal | Kolumbie  | Robert Farah       | 50. | 1.       |
| Jižní Afrika                                                                           | Raven Klaasen        | USA       | Rajeev Ram         | 54. | 2.       |
| Rakousko                                                                               | Alexander Peya       | Německo   | Philipp Petzschner | 63. | 3.       |
| Filipíny                                                                               | Treat Conrad Huey    | Bělorusko | Max Mirnyj         | 65. | 4.       |
| Žebříček ATP k 15. únoru 2016; číslo je součtem žebříčkového postavení obou členů páru |                      |           |                    |     |          |

### Jiné formy účasti
Následující páry obdržely divokou kartu do hlavní soutěže:
- Jonatan Erlich /  Colin Fleming
- César Ramírez /  Miguel Ángel Reyes-Varela

Následující pár postoupil z kvalifikace:
- Thiemo de Bakker /  Robin Haase

## Ženská dvouhra

### Nasazení
| Stát                          | Hráčka                     | WTA | Nasazení |
| ----------------------------- | -------------------------- | --- | -------- |
| Bělorusko                     | Viktoria Azarenková        | 15. | 1.       |
| USA                           | Sloane Stephensová         | 24. | 2.       |
| Rusko                         | Anastasija Pavljučenkovová | 25. | 3.       |
| Spojené království            | Johanna Kontaová           | 27. | 4.       |
| Belgie                        | Alison Van Uytvancková     | 42. | 5.       |
| Švédsko                       | Johanna Larssonová         | 48. | 6.       |
| Černá Hora                    | Danka Kovinićová           | 50. | 7.       |
| Belgie                        | Yanina Wickmayerová        | 53. | 8.       |
| Žebříček WTA k 15. únoru 2016 |                            |     |          |

### Jiné formy účasti
Následující hráčky obdržely divokou kartu do hlavní soutěže:
- Naomi Ósakaová
- Victoria Rodríguezová
- Ana Sofía Sánchezová

Následující hráčka obfržela zvláštní výjimku:
- Shelby Rogersová

Následující hráčky se probojavaly do hlavní soutěže z kvalifikace:
- Kiki Bertensová
- Louisa Chiricová
- Samantha Crawfordová
- Julia Glušková
- Urszula Radwańská
- Maria Sakkariová

### Odhlášení
před zahájením turnaje
- Alexandra Dulgheruová → nahradila ji Lourdes Domínguezová Linová
- Madison Keysová → nahradila ji Anett Kontaveitová
- Karin Knappová → nahradila ji Lara Arruabarrenová
- Magdaléna Rybáriková → nahradila ji Mónica Puigová

v průběhu turnaje
- Viktoria Azarenková (poranění levého zápěstí)[1]

### Skrečování
- Urszula Radwańská (poranění levého hlezna)[1]

## Ženská čtyřhra

### Nasazení
| Stát                                                                                   | Hráčka                        | Stát               | Hráčka                       | WTA  | Nasazení |
| -------------------------------------------------------------------------------------- | ----------------------------- | ------------------ | ---------------------------- | ---- | -------- |
| Španělsko                                                                              | Anabel Medinaová Garriguesová | Španělsko          | Arantxa Parraová Santonjaová | 69.  | 1.       |
| Nizozemsko                                                                             | Kiki Bertensová               | Švédsko            | Johanna Larssonová           | 103. | 2.       |
| Španělsko                                                                              | Lara Arruabarrenová           | Brazílie           | Paula Cristina Gonçalvesová  | 132. | 3.       |
| Spojené království                                                                     | Jocelyn Raeová                | Spojené království | Anna Smithová                | 136. | 4.       |
| Žebříček WTA k 15. únoru 2016; číslo je součtem žebříčkového postavení obou členů páru |                               |                    |                              |      |          |

### Jiné formy účasti
Následující pár obdržel divokou kartu do hlavní soutěže:
- Anastasija Pavljučenkovová /  Yanina Wickmayerová
- Victoria Rodríguezová /  Renata Zarazúová

Následující pár nastoupil z pozice náhradníka:
- Julia Glušková /  Rebecca Petersonová

## Přehled finále

### Mužská dvouhra
- Dominic Thiem vs.  Bernard Tomic, 7–6(8–6), 4–6, 6–3

### Ženská dvouhra
- Sloane Stephensová vs.  Dominika Cibulková, 6–4, 4–6, 7–6(7–5)

### Mužská čtyřhra
- Treat Conrad Huey /  Max Mirnyj vs.  Philipp Petzschner /  Alexander Peya, 7–6(7–5), 6–3

### Ženská čtyřhra
- Anabel Medinaová Garriguesová /  Arantxa Parraová Santonjaová vs.  Kiki Bertensová /  Johanna Larssonová, 6–0, 6–4